# Walter Benavides Gavidia
Walter Benavides Gavidia (Chota, Cajamarca, 6 de enero de 1982) es un ingeniero civil y político peruano. Fue congresista de la república por Cajamarca en el breve periodo 2020-2021.

## Biografía
Walter Benavides nació en el distrito de Chota ubicado en la provincia homónima en el departamento de Cajamarca, el 6 de enero de 1982.
Es ingeniero civil graduado por la Universidad Nacional Pedro Ruiz Gallo en el año 2009.
Laboró como funcionario público en la Municipalidad del distrito de Catache y de Chancaybaños. Fue también gerente subregional del distrito de Cutervo (2013-2015) y de Chota (2016-2017).

## Vida política
Se inició en la política como candidato al Congreso de la República en las elecciones parlamentarias del año 2016 por el partido político Democracia Directa. Sin embargo, no resultó elegido luego de que el partido no pasara la valla electoral.
En las elecciones regionales del año 2018 participó como candidato a la presidencia del Gobierno Regional de Cajamarca por Alianza para el Progreso, partido político de César Acuña al cual se afilió ese mismo año. Benavides obtuvo en primera vuelta el 23.47% de los votos, lo cual tuvo que disputar una segunda vuelta con el candidato Mesías Guevara de Acción Popular, quien terminó venciéndolo.

### Congresista de la República
En el año 2020, Walter Benavides logró resultar elegido como congresista de la república por el departamento de Cajamarca y fue juramentado para completar el disuelto periodo parlamentario 2016-2021.
Como congresista fue uno de los 105 parlamentarios que votaron a favor de la moción de vacancia presidencial contra Martín Vizcarra, la cual tuvo éxito.
Tras culminar su gestión como congresista, Walter Benavides terminó renunciando a Alianza para el Progreso en julio del año 2021 y luego se afilió a Avanza País, partido político con el cual postuló por segunda vez a la presidencia del Gobierno Regional de Cajamarca y terminó en el tercer lugar con el 17.90 % de votos, logrando solamente obtener dos puestos en el Consejo del Gobierno Regional de Cajamarca.
Actualmente está afiliado al partido político Somos Perú desde el año 2024.